# Трамвай Ніцци
43°41′49″ пн. ш. 7°16′13″ сх. д. / 43.69704444° пн. ш. 7.270375° сх. д.
Трамвай Ніцци (фр. Tramway de Nice) — трамвайна мережа, завдовжки 27,5 км, у місті Ніцца, регіон Прованс — Альпи — Лазурний Берег, Франція. 
Має три лінії. 
Управляється підрозділом Transdev Société nouvelle des transports de l'agglomération niçoise 
— Lignes d'azur.
Відкритий 24 листопада 2007 року, замінив автобусні лінії 1, 2, 5 і 18. 
З самого початку мережу обслуговувало 20 трамваїв Alstom Citadis, що мали інтервал руху сім хвилин. 
З моменту заснування кількість пасажирів зросла з 70 000 на день у 2008 році до 90 000 на день у 2011 році. 
У 2011 році інтервал руху поступово скоротився до чотирьох хвилин.
Враховуючи успіх лінії T1, мер Крістіан Естрозі вирішив створити додаткові лінії. 
Лінія Захід — Схід T2 обслуговує аеропорт Ніцца на заході після побудови мультимодального центру та порт Ніцци на сході. 
Ця лінія прямує через тунель у центрі Ніцци, як штадтбан. 

Пропонується майбутнє продовження лінії 2 на північ уздовж долини Вар. 
Також пропонується ще одне розширення, яке має прямувати далі на захід від аеропорту, через Вар. 

Крім того, міський регіон Ніцца-Лазурний берег вирішив продовжити лінію 1 до району Пастера.

## Історія

### 1900–1953 рр
Перший трамвай у Ніцці — кінний трамвай відкрито в 1879 році. 
Електрифікацію розпочато в 1900 р. і завершено в 1910 р. 
До 1906 р. побудована мережа метрової колії, яка прямувала далеко за межі міста до околиць. 
У 1921 році діяло 11 ліній. 
Деякі з маршрутів також використовувалися для вантажних перевезень. 
Наприклад, Берегова лінія, сполучала Кань-сюр-Мер через Ніццу з Монако і Ментоной. 
У Кань-сюр-Мер можна було пересісти на каннський трамвай.
У 1927 р. досягнуто найвищих показників пасажирообігу — 27 млн. пасажирів. 

Через два роки перші лінії були закриті, але 150-кілометрова мережа маршрутів залишилася. 
Позаміські лінії повністю закрили в 1934 році. 
У 1939 році ще діяли чотири внутрішньоміські лінії. 
Під час Другої світової війни через брак автобусів відновили роботу двох дільниць. Остаточне закриття відбулося 10 січня 1953 року.
Тролейбусна мережа існувала в Ніцці в 1941-70 рр.. 
Після припинення трафіку тролейбуси №№ 21-28, придбані у Vetra-Berliet на початку 1960-х років, продано Сент-Етьєну. 

### Новий трамвай (з 2007 року)
У квітні 2000 року муніципальна рада Ніцци визначила маршрут першої нової трамвайної лінії та віддала перевагу традиційній трамвайній мережі на сталевих колесах. 

Як альтернативу розглядався трамвай на шинах. 
У 1986-96 рр. також досліджено будівництво метро системи VAL; 
однак вона виявилося в чотири рази дорожче трамвая. 
Завданнями відновлення трамваю було обмеження приватного моторизованого транспорту, покращення якості життя, відродження центру міста та врахування міського дизайну, зокрема збереження архітектурної спадщини міста. Підготовчі роботи розпочались у липні 2003 року, а фактичне будівництво розпочалося у січні 2005 року. 
Першу чергу відкрито 24/25 листопада 2007 року, а планову роботу розпочато 26 листопада 2007 року.
На відміну від мережі метрової колії «Tramway de Nice et du Littoral», нова мережа має стандартну колію. 
Лінія працює з напругою контактного проводу 750 вольт постійного струму, хоча є й дільниці без повітряних ліній: лінія 1 — 500 м, лінія 2 — близько 80% траси, а лінія 3 працює повністю без контактних проводів.
Трамвай побудовано і експлуатувався під егідою Товариства Ніцци-Лазурного берега (CANCA), муніципальної асоціації, заснованої у 2002 році. 
Перший етап будівництва коштував близько 560 мільйонів євро, більшу частину яких покрила CANCA. 

Рухомий склад та обладнання належать CANCA. 
Це товариство об'єднано в муніципальну асоціацію Métropole Nice Côte d'Azur у 2012 році, розірвавши операційний контракт із Société des Transports de Nice (ST2N) , дочірньою компанією Veolia Environnement Group. 
З 1 вересня 2013 року трамваї та автобуси експлуатуються новоствореною компанією громадського транспорту Régie Ligne d'Azur (RLA). 

У контексті присудження контракту Thales Engineering and Consulting (THEC) висунуто звинувачення у хабарництві, що до колишнього керівника THEC Мішеля Жоссерана після його переходу в групу EADS. 

У 2008 році Жоссерана засуджено до 18 місяців позбавлення волі, 6 місяців з яких були обов'язковими. 
Міський інспектор Домінік Монло отримав чималий штраф. 

Компанію засуджено до штрафу в розмірі 600 000 євро, але вона ухилилася від сплати, ліквідувавши бізнес та інтегрувавши його в іншу компанію групи. 
Потім діяльність материнської компанії розслідували на причетність до банкрутства. 
У 2015 році Thales оштрафовано на 1 мільйон євро за «приховування та співучасть у шахрайській організації банкрутства». 

## Мережа

### Лінія 1

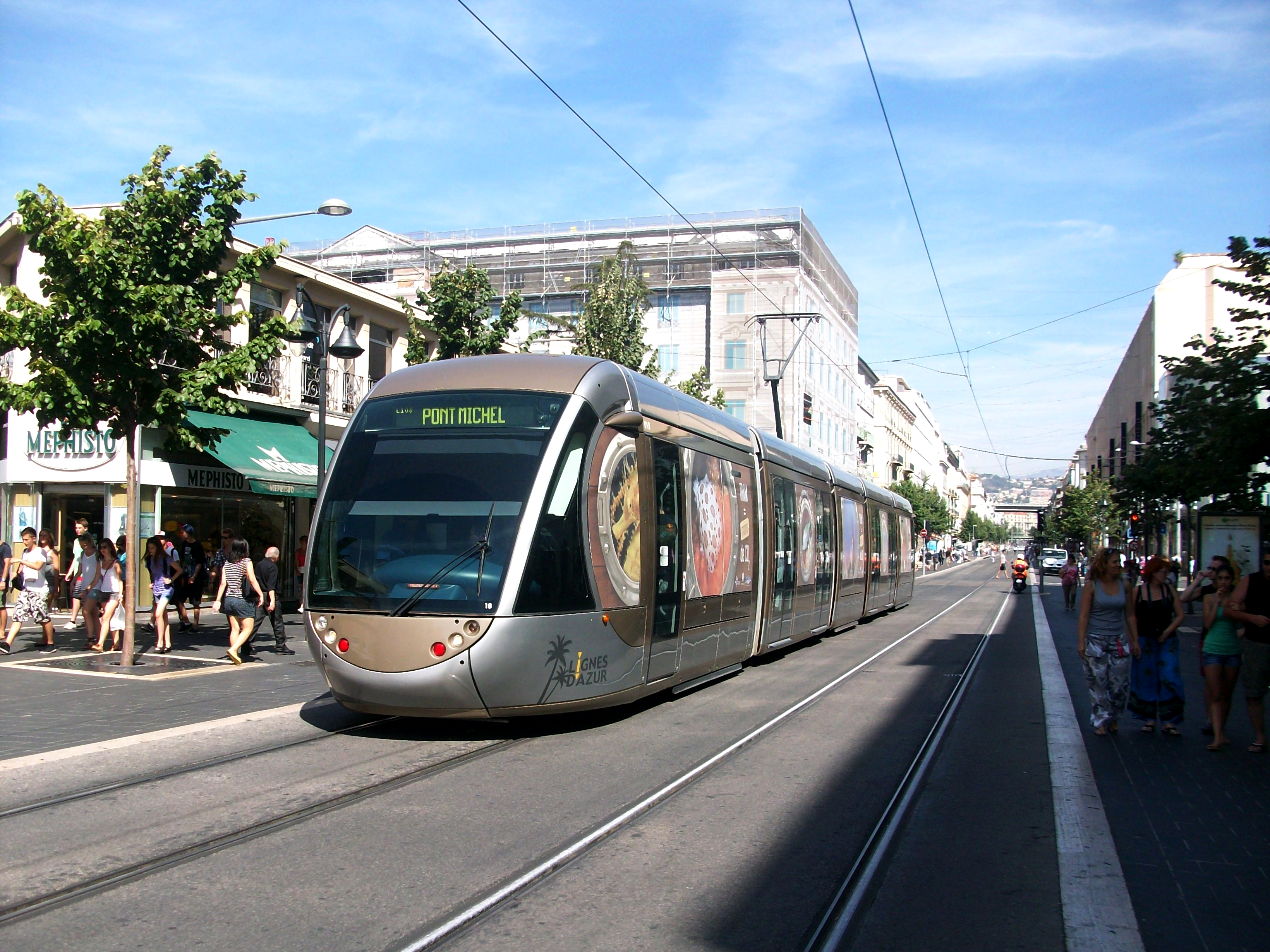
Citadis 302 на авеню Жана Медсена

Схема маршруту лінії 1

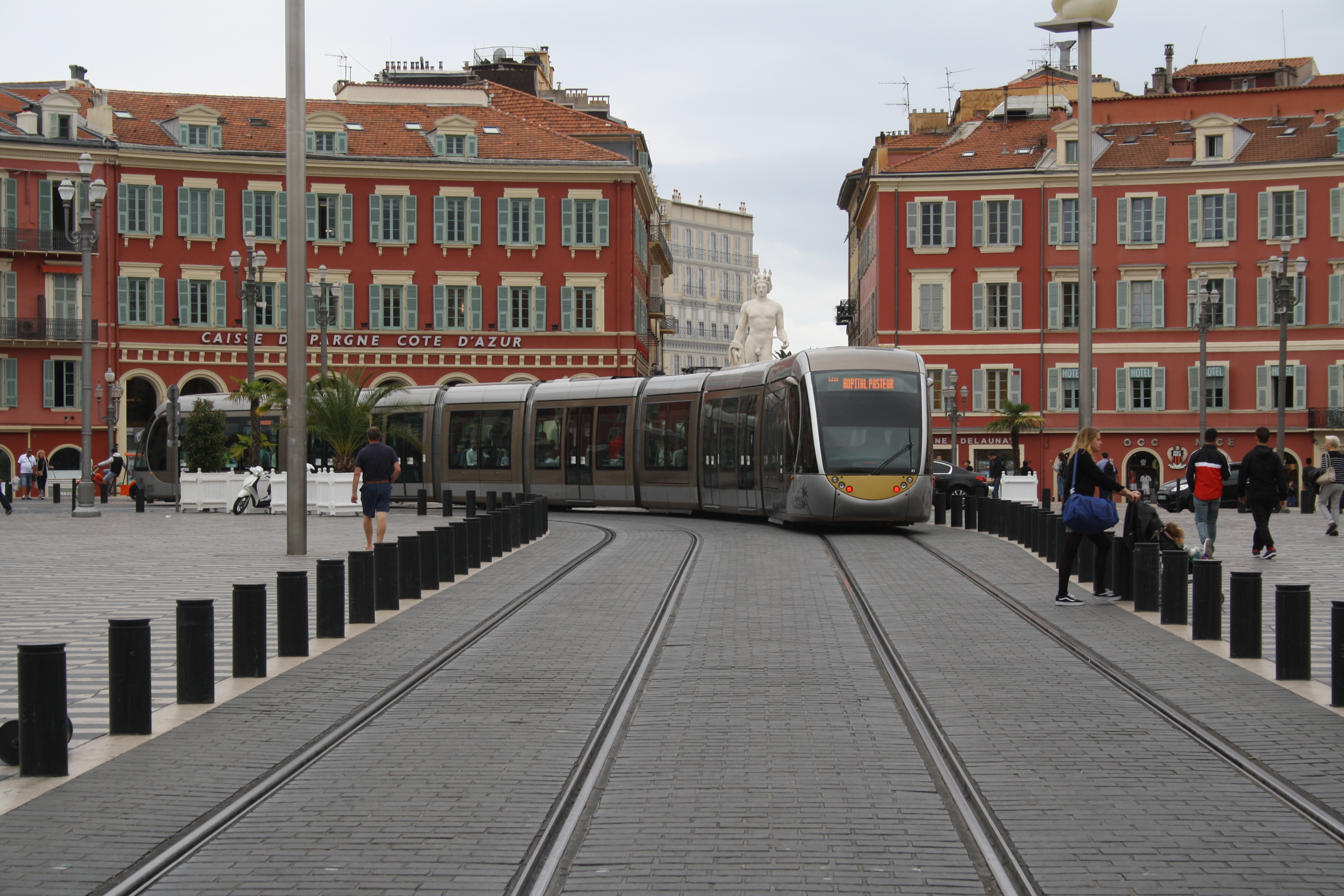
Citadis 402 на площі Массена

Від кінцевої станції «Анрі Саппіа» на півночі Ніцци лінія 1 прямує через Стад-дю-Ре, авеню Жана Медсена, головний залізничний вокзал, туристичні пам'ятки центру міста: площа Массена та площа Гарібальді, а також кампус Сен-Жан-д'Анжелі Університету Ніцци–Софія Антиполіс до «Понт-Мішель» на північному сході міста і далі до шпиталю Пастера. 
Більше третини будинків і робочих місць у Ніцці знаходяться в межах пішої доступності від 21 станцій на цьому маршруті. 

Двоколійна лінія має довжину 8,7 км, значною мірою відокремлена від іншого руху та частково використовує виокремлену смугу. 
З містобудівних міркувань на дільниці завдовжки 500 м у центрі міста пропустили повітряну лінію. 
Живлення трамваїв здійснюється акумуляторними батареями. 

Відсутність прямого сполучення між головним вокзалом і кінцевою станцією Chemins de fer de Provence (CP) зазнає критики. Між станціями та кінцевими станціями — 200 м; проте існували пропозиції з будівництва короткої колії до привокзальної площі. 

Депо примикає до кінцевої станції «Анрі Саппіа» (спочатку «Лас-Планас»). 
Близька забудова та різноманітний рельєф місцевості вимагали незвичайного рішення, тому доступ до депо здійснюється через поворот на 180°, який перетинає трасу до центру міста. 
 
Депо побудовано з триповерховою автостоянкою, яка розташована безпосередньо на автомагістралі A8 – пропонує 765 паркувальних місць. 
На двох інших станціях є парковки із загальною місткістю 410 паркувальних місць.
Початкова кількість пасажирів уже перевищена на початку роботи. 
У травні 2008 року від 65 000 до 70 000 пасажирів щодня користувалися трамваєм, який курсував кожні шість хвилин у будні та кожні 8-15 хвилин пізно ввечері та у вихідні, замість прогнозованих 55 000-60 000. 

У 2010 році трамваєм скористалося 23,4 мільйона пасажирів. 

### Лінія 2

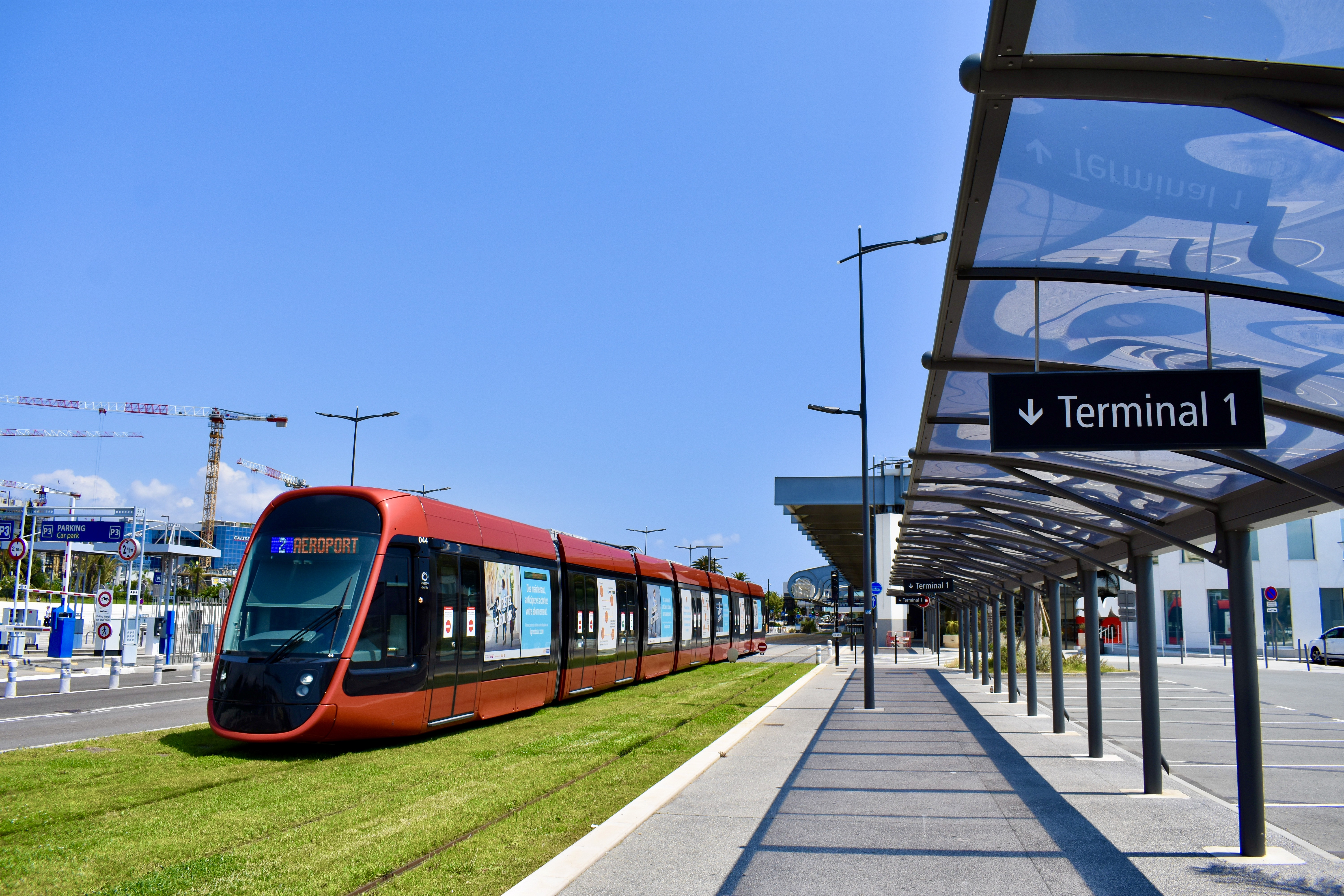
Трамвай лінії 2 на станції Термінал 1 аеропорту

Схема маршруту лінії 2

Перша дільниця завдовжки 7 км між CADAM/Centre administratif на заході та Маньяном введена в експлуатацію 30 червня 2018 року. 
Наприкінці 2018 року відкрили дистанцію до аеропорту Ніцци, а 28 червня 2019 року – маршрут Маньян – Жан-Медсен, до старого міста. 

Лінія 2 була завершена з відкриттям східної дільниці, що веде до порту, Жан Медсен – Порт Лімпія, 14 грудня 2019 р. 
 
Загальна довжина лінії становить 11,3 км. 

В районі Старого міста лінія прямує тунелем завдовжки 3,2 км з чотирма станціями.
Повітряною лінією обладнана лише дільниця тунелю, тоді як електропостачання наземної частини 80% траси здійснюється без контактного проводу. 

Енергопостачання забезпечує інноваційна система Alstom: тут вперше застосована система SRS, яка була розроблена як подальший розвиток системи APS. 
На відміну від APS, SRS не використовує суцільну провідну рейку; знаходиться тільки в районі зупинок. 
Кожен вагон оснащений так званим Ecopack (комбінація батареї та іоністорів) і контактним рейковим струмознімачем. 
Поїзди зупиняються над рейкою, струмознімач опускається, і за 20 секунд може бути передано достатньо енергії для продовження руху до наступної станції. 
Потяги оснащені літій-іонним іоністором ємністю 13,5 кВт/год. 
Це дає змогу подолати неочікувані зупинки та дістатися до наступної підземної зупинки в тунелі, якщо там зникне тяговий струм від повітряної лінії. 

### Лінія 3

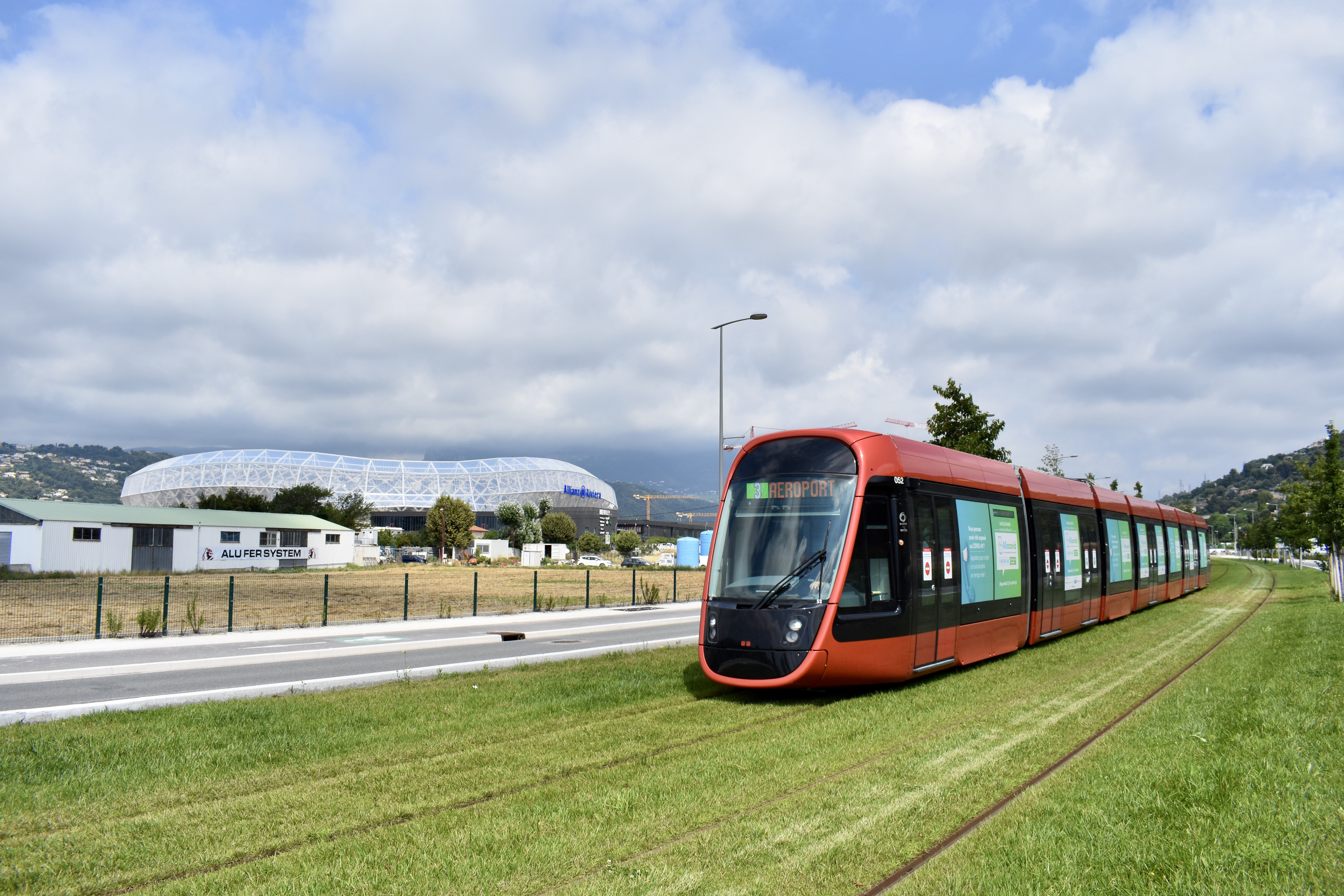
Трамвай лінії 3 на південь від станції Стадіон

Схема лінії 3 із запланованим розширенням за Сен-Ісідор

13 листопада 2019 року відкрито 11 із запланованих 13 зупинок на лінії 3 Сен-Ісідор — Аеропорт-Термінал 2.
Відкриття дистанції до комерційного центру «Lingostière» заплановане на 2030 рік.
Маршрут прямує від зупинки «Аеропорт – термінал 2» у північному напрямку. 
Лінія 3 прямує однією колією із лінією 2 3,3 км до «Digue des Français». 
Решта 3,7 км новозбудовані. 
На новій дистанції колії прямують виокремленою смугою, яка розділяє смуги автостради. 
 
Технологія траси аналогічна надземній частині лінії 2; рухомий склад можна використовувати на обох лініях. 

## Рухомий склад

### Лінія 1
На лінії 1 курсують 13 зчленованих поїздів (номери 01–13) типу Citadis 302 виробництва Alstom та 15 поїздів (номери 14–28) типу Citadis 402.
Спочатку всі 28 вагонів були п'ятивагонними. 
Вони оснащені кондиціонерами, мають довжину 33,02 м, ширину 2,65 м, кожен має 62 місця для сидіння та 243 місця для стояння (з розрахунку на 6 осіб на м²) та 100% низької підлоги, посадка на зупинках безбар'єрна. 
При максимальній швидкості 70 км/год на лінії 1, середня швидкість руху 18 км/год.
Для введення в експлуатацію лінії 1 було замовлено 20 вагонів. 
Через неочікувано велику кількість пасажирів дозамовлено вісім додаткових вагонів, які поставлені з червня 2010 року, що дозволило зменшити інтервал руху на лінії 1 до чотирьох хвилин. 

Ці новіші потяги лише деталями відрізняються від першої серії.
У 2010 році було вирішено подовжити 15 трамваїв двома модулями до 44 м. 
Це збільшило пасажиромісткість на 30%. 

Один із нових модулів отримав додаткові батареї, а разом з тим – нові кольорові екрани. 
 
Перший подовжений транспортний засіб представлено публіці у вересні 2012 року та експлуатується із середини листопада 2012 року. 

### Лінії 2 і 3
Для ліній 2 та 3 закуплено 25 трамваїв Citadis 405. 
Вони мають номери 029 — 053. 
У листопаді 2019 року закуплено ще 9 ідентичних трамваїв. 
Їх використовують на лініях 2 і 3 з літа 2022 року з бортовими номерами 054 — 062.